# Starcrash
Starcrash (Star Crash, choque de galaxias en España, Infierno en el cosmos en Argentina, Starcrash: Ataque interstelar en México y Ataque estelar del tercer tipo: Starcrash en Perú) es una película de ciencia ficción de 1978 dirigida por Luigi Cozzi y protagonizada por Marjoe Gortner, Caroline Munro y Christopher Plummer.

## Argumento
Stella Star y Akton son contrabandistas que son perseguidos por la policía interespacial. Finalmente, al encontrar una nave abandonada, en cuyo interior hay un superviviente al borde de la muerte, ellos son atrapados y condenados a pasar el resto de sus vidas en la cárcel.
Sin embargo todo cambia en el momento en el que ambos son excarcelados y alistados por el Emperador, que les encarga una misteriosa misión que está íntimamente relacionada con el descubrimiento de esa nave tan extraña.

## Reparto
| Actor               | Personaje       |
| ------------------- | --------------- |
| Marjoe Gortner      | Akton           |
| Caroline Munro      | Stella Star     |
| Christopher Plummer | El Emperador    |
| David Hasselhoff    | Príncipe Simon  |
| Robert Tessier      | Jefe Thor       |
| Joe Spinell         | Conde Zarth Arn |
| Nadia Cassini       | Reina Corelia   |
| Judd Hamilton       | Elle            |

## Producción
La película se filmó entre el 15 de octubre y mediados de diciembre de 1977. Los lugares del rodaje fueron Roma, en Italia, Marruecos, Túnez y Hollywood, en el estado estadounidense de California.

## Recepción
Hoy en día la película ha sido valorada en portales cinematográficos. En IMDb, por ejemplo, con aproximadamente 8300 votos registrados, el largometraje obtiene una media ponderada de 4,0 sobre 10. En cuanto a Rotten Tomatoes, los más de 1000 votos registrados le dieron allí una valoración media de 2,7 de 5. Adicionalmente cabe destacar, que en La Vanguardia el 41 % de los usuarios registrados en ese periódico le dan una valoración positiva al filme.